# Закладка (книга)

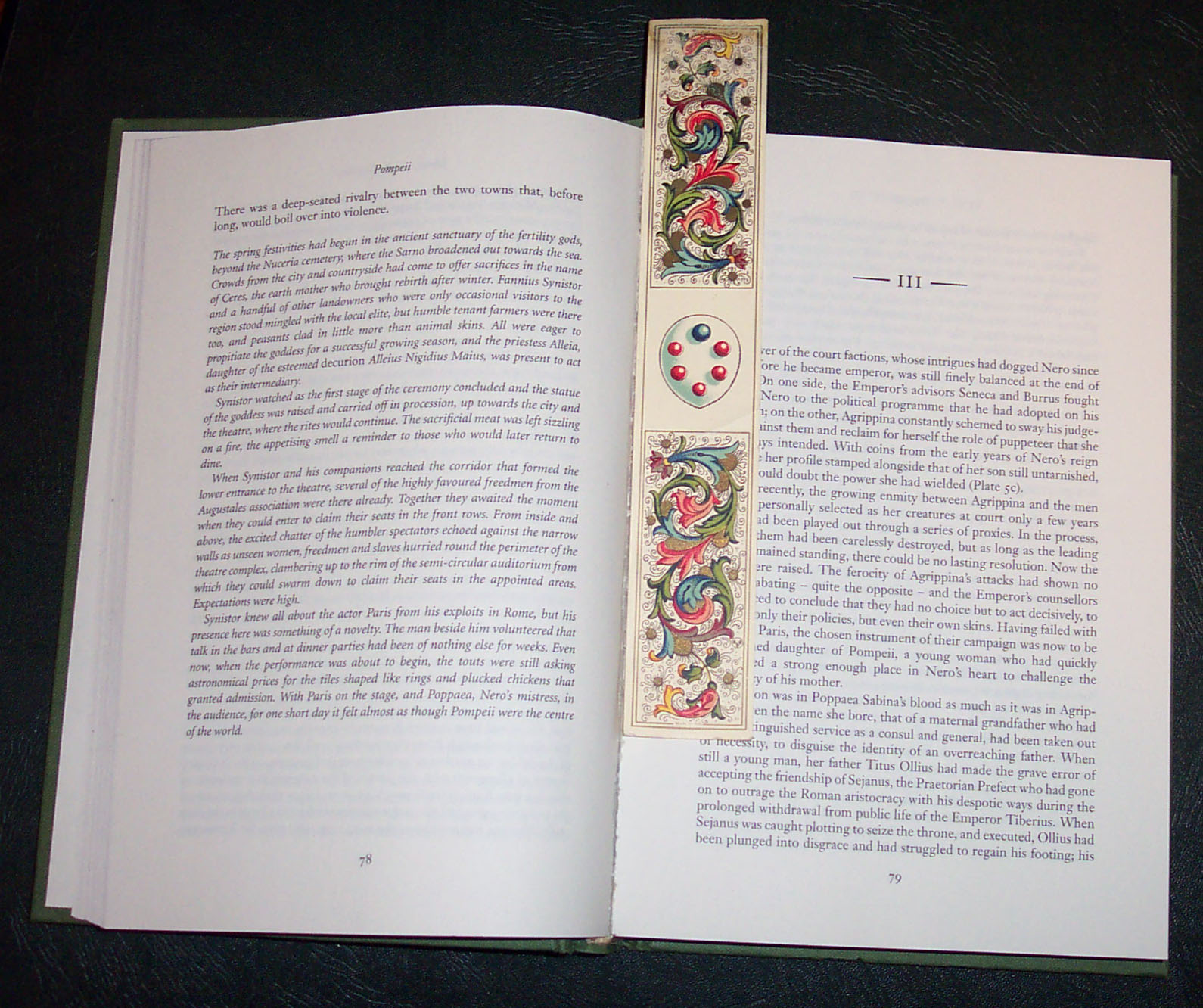
Книга с закладкой

Закладка — специальное приспособление для пометки нужной страницы в книге.
Прототип закладок существовал ещё у древнеегипетских писцов, которые приклеивали на свитки кусочки папируса.

## История
В XV—XVI веках получили распространение закладки-регистры в виде небольшого язычка (из кожи, пергамента, ткани), прикреплённого к краю выбранных листов книги и выступающего, как правило, за пределы бокового обреза.
Одно из самых ранних упоминаний об использовании закладок относится к 1584 году, когда королевский печатник Кристофер Баркер подарил королеве Елизавете I серебряную закладку.
В XVII веке переплётчики начали прикреплять одну или несколько лент к корешку книжного блока или нижней переплётной крышке для использования в качестве закладки (ляссе). Тогда же распространился тип закладок, состоящих из нескольких лент, прикреплённых к какому-нибудь предмету, например к пуговице или катушке. Эти закладки использовались чаще всего для быстрого нахождения текстов молитв в молитвенниках.
Первые массово производимые съёмные закладки начали появляться в середине XIX века; их выполняли, как правило, из шёлка. Выпускались закладки со всевозможными поздравлениями, пожеланиями друзьям и близким, выражением благодарности, словами любви и сочувствия, текстами молитв. Только к концу XIX века получили широкое распространение бумажные закладки.
Закладки широко используются для размещения на них рекламы.

## Символ
| Символ | Юникод  | Название |
| ------ | ------- | -------- |
| 🔖     | U+1F516 | bookmark |